# Лесищи
Лесищи — деревня Трепольского сельского поселения Михайловского района Рязанской области России.

## Население
| 2010 |
| ---- |
| 0    |

## История
Усадьба села Лесищи была устроена в последней четверти XVIII века бригадиром Н.Н. Масловым. В середине XIX века принадлежала генерал-майору А.А. Болдыреву (ум. после 1858), женатому на графине Е.П. фон дер Пален и далее их наследникам. Затем министр внутренних дел и народного просвещения граф Д.А. Толстой (1823-1889), женатый на С.Д. Бибиковой (1827/31-1907). После их дочь графиня С.Д. Толстая (1854-1917), бывшая замужем за петербургским губернатором графом С.А. Толем (1848-1918).
Сохранились: подвал главного дома и помещичьей сад. В 1918-1919 году из усадьбы производился вывоз художественных ценностей.
В 1832 году генерал-майор Болдарева Аркадия Африкановича основал в деревне один из лучших конных заводов Рязанской губернии, в котором в 1854 году насчитывалось 12 жеребцов и 106 кобыл. Разводимые породы: рысистые, битюгские и верховые лошади.
На заводе было очень много отличных лошадей, которые родились и были воспитаны: вороной жеребец Досадный выиграл в 1846 году в Рязани, а его сын Колдун в Санкт-Петербурге, серая кобыла Чародейка выиграла в Москве в 1846 году. Среди всех выделялся Чародей, 1849 года рождения, он в 4-летнем возрасте принимал участие на бегах в Москве:

Чародей представляет собой прекрасный тип упряжной лошади… (2 версты — 3 мин 57 с) и делает честь заводу в котором он родился, но ещё больше своему владельцу за то, что доведён до такой быстроты в 4-летнем возрасте
— Московские Ведомости № 142 за 1853 год
На рысистых бегах в Москве на приз Общества для кобыл 5 лет в 1856 году знаменитая тёмно-серая Ворожея на последних саженях обошла Душеньку князя Трубецкого, а раньше она уже выиграла в Санкт-Петербурге Императорский приз.
В 1856 году на рысистых бегах на Московском ипподроме в одних заездах лошади Аркадия Африкановича были впереди рысаков рязанского коннозаводчика И. Н. Дубовицкого и в другом кобыла Приманчивая Болдарева обошла Добрую И. Н. Дубовицкого и завоевала приз на 3 версты (6 мин 13 с).
Тёмно-серый Очарователь в 1858 году бежал в Рязани, а в 1859 году в Санкт-Петербурге и выиграл. Князь Б. А. Черкасский решил купить его во что бы то ни стало. Долго боролся страстный покупатель с коннозаводчиком — охотником, произведшим эту замечательную лошадь, наконец значительная установленная цена — 8000 рублей серебром и право случить 15 маток в течение 2 лет и А. А. Болдарев решил уступить князю Черкасскому знаменитого коня. Достоинства приплода от Чародея были таковы, что Михайловского уезда коннозаводчик С. Д. Коробьин предлагал в 1857 году за 2-летнего сына Чародея — 2500 серебром.
Другой замечательной лошадью последних лет существования завода была Буянка, 1855 года рождения которая также родилась и воспитывалась в его заводе, в 4-летнем возрасте начала в Туле, пробежав и победив на 3 верстах (6 мин 7 с), и затем завоевала 6 призов в Москве, пробежав 2 версты за 3 мин 53 с — на Московском ипподроме так не бежала в то время ни одна лошадь. В Рязани она пробежала, 5 верст — 10 мин 10 с — победив в заездах на Императорский приз.
8 июня 1857 года Аркадий Африканович умер. Вследствие его кончины, завод уменьшился. Лучшие лошади перешли к его супруге и детям, которым они были подарены ещё при жизни. В Лесищах остались лошади, составлявшие средний сорт завода. Неизвестно был ли он продан, но в отчетах о бегах за 1857 году уже значилась запись о конном заводе его сына, гвардии полковника Николая Аркадьевича Болдарева в селе Треполье, основанного в 1857 году.
В 1935 году конный завод был переформирован, на 1951 год в нём содержалось 6 жеребцов и 39 кобыл, лошадей рысистой породы.